# Vrcholík

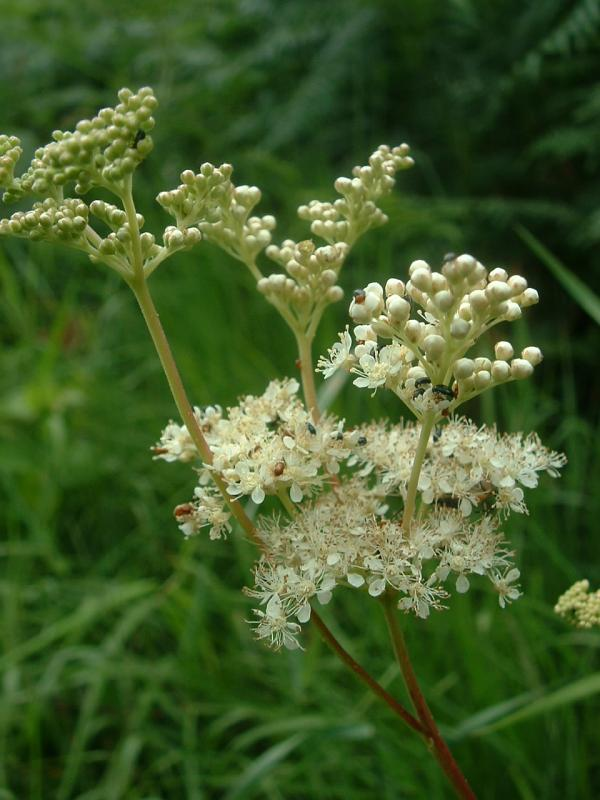
Vrcholík (Tužebník jilmový)

Vrcholík (lat. cyma) je jednoduché květenství patřící do skupiny vrcholičnatých. Vrcholičnatá květenství se vyznačují tím, že vřeteno (pokračování stonku v květenství) vyrůstá tak zkráceno, že ho boční větve přerůstají.
Vrcholík je základní typ vrcholičnatého květenství. Je to květenství s větévkami většinou rozvětvenými a vyrůstajícími v úžlabí střídavých listenů.

## Rozdělení
Vrcholíkové květenství může mít, co se týče počtů ramen a jejich uspořádání, několik variant, a proto se pro bližší určení dělí na další květenství se samostatnými jmény. 

### Jednoramenný
Jednoramenný vrcholík (lat. monochasium) – jedna postranní větev vyrůstá z úžlabí dvou vstřícných listenů a dále se stejným způsobem větví. Podle směru a postavení vedlejší větve se dělí na:
- Srpek
- Šroubel
- Vějířek
- Vijan

### Dvouramenný
Dvouramenný vrcholík, také vidlan (lat. dichasium) – dvě postranní větve vyrůstají z úžlabí dvou vstřícných listenů a dále se mohou stejným způsobem větvit. Silným zkrácením vidlanu vzniknou:
- Lichopřeslen
- Svazeček

### Mnohoramenný
- Klubko
- Kružel